# Liam Donnelly
Liam Donnelly (Dungannon, 7 marzo 1996) è un calciatore nordirlandese, centrocampista o difensore del Kilmarnock.

## Carriera

### Club
Ha giocato nella prima divisione scozzese.

### Nazionale
Nel biennio 2013-2014 ha giocato 6 partite di qualificazione agli Europei Under-21 del 2015.
Il 4 giugno 2014 ha esordito con la nazionale maggiore nell'amichevole Cile-Irlanda del Nord (2-0).